# Gruppo di NGC 936
Il Gruppo di NGC 936 comprende almeno otto galassie situate nella costellazione della Balena. La distanza media tra il centro di massa di questo gruppo e la nostra Via Lattea è di circa 63 milioni di anni luce (19,2 Mpc).

## Membri
Le galassie componenti il gruppo, indicate nell'articolo di Garcia del 1993, sono elencate nella tabella seguente. Secondo Richard Powell, anche UGC 1839 fa parte di questo gruppo.
| Nome        | Classificazione | Tipo                        | RA (J2000.0)  | DEC (J2000.0) | Velocità radiale (km/s) | Magnitudine apparente | Distanza (Mpc) | Dimensioni (kal) |
| ----------- | --------------- | --------------------------- | ------------- | ------------- | ----------------------- | --------------------- | -------------- | ---------------- |
| UGC 1862    | SAB(rs)d pec?   | Spirale intermedia          | 02h 24m 24.8s | -02° 09′ 44″  | 1383 ± 0,3              | 12,13                 | 16,8 ± 1,2     | 43               |
| NGC 936     | SB(rs)0+        | Lenticolare                 | 02h 27m 37.4s | -01° 09′ 23″  | 1434 ± 4                | 10,2                  | 17,6 ± 1,3     | 107              |
| NGC 955     | Sab?            | Spirale                     | 02h 30m 33.1s | -01° 06′ 30″  | 1482 ± 2                | 12,0                  | 18,4 ± 1,3     | 77               |
| UGC 1981    | IB(s)m?         | Irregolare magellanica      | 02h 30m 17.2s | 00° 56′ 12″   | 1507 ± 4                | 16,059                | 18,7 ± 1,3     | 35               |
| MCG -1-7-20 | SB(s)dm?        | Spirale barrata magellanica | 02h 30m 41.3s | -03° 48′ 43″  | 1619 ± 3                | 13,4655               | 20,4 ± 1,5     | 66               |
| UGC 1945    | SB(s)dm?        | Spirale barrata magellanica | 02h 28m 12.4s | -01° 20′ 56″  | 1782 ± 6                | 13,59                 | 22,7 ± 1,6     | 58               |
| NGC 941     | SAB(rs)c        | Spirale intermedia          | 02h 28m 27.8s | -01° 09′ 06″  | 1604 ± 1                | 12,4                  | 20,1 ± 1,4     | 63               |
| UGC 1839    | Sd?             | Spirale                     | 02h 22m 30.0s | -00° 37′ 03″  | 1544 ± 4                | 13,92                 | 21,5 ± 1,5     | 70               |

Il sito DeepskyLog permette di trovare agevolmente le costellazioni in cui si trovano le galassie; in alternativa si possono utilizzare le coordinate delle galassie per individuarle. Se non altrimenti indicato, le coordinate sono quelle fornite dal sito NASA/IPAC (National Aeronautics and Space Administration / Infrared Processing and Analysis Center).